# Aethiothemis
Aethiothemis là một chi nhỏ chứa các loài chuồn chuồn ngô thuộc họ Libellulidae. Chi này có các loài sau:
- Aethiothemis basilewskyi Fraser, 1954
- Aethiothemis bequaerti Ris, 1919
- Aethiothemis carpenteri (Fraser, 1944)
- Aethiothemis diamangae Longfield, 1959
- Aethiothemis discrepans Lieftinck, 1969 - Southern Gorgeous Skimmer[2]
- Aethiothemis mediofasciata Ris, 1931
- Aethiothemis palustris Martin, 1912
- Aethiothemis solitaria Martin, 1908